# Spilosoma fasciata
Spilosoma fasciata är en fjärilsart som beskrevs av Tugwell 1894. Spilosoma fasciata ingår i släktet Spilosoma och familjen björnspinnare. Inga underarter finns listade i Catalogue of Life.